# ميكا (فلم)
ميكا هو فيلم مغربي من إخراج إسماعيل فروخي سنة 2020، وبطولة كل من صبرينا وزاني، وعز العرب الكغاط، بالإضافة إلى الطفل زكرياء عنان.

## القصة
يحكي الفيلم قصة الطفل «ميكا»، الذي يعيش في أحد أحياء مدينة مكناس الفقيرة، مع أبوين مريضين وفي وضعية اجتماعية صعبة. يصطحبه رجل عجوز إلى الدار البيضاء ويعرفه على أحد الميسورين للعمل في ناد للتنس بالدار البيضاء، ومن منطلق استعداده لفعل أي شيء حتى يغير مصيره، سيلفت أنظار مدرّبة تنس «صوفيا»، التي لاحظت موهبته في ممارسة رياضة الكرة الصفراء، لتعتني به، لتستمر أحداث الفيلم، في رصد مصير الطفل «ميكا»، أمام صعوبات الواقع الجديد وتحديات الخلاص.

## روابط خارجية
- مقالات تستعمل روابط فنية بلا صلة مع ويكي بيانات